# Jorge Pina Roldán
Jorge Pina Roldán (Zaragoza, España, 28 de febrero de 1983) es un futbolista español que juega de centrocampista en el C. D. El Palo de la Tercera División de España. Llegó a debutar en Primera División con el Málaga C. F. en la temporada 2005-06.

## Selección nacional
Fue internacional con España en las categorías sub-17 —con la que conquistó la Meridian Cup de 2001—, sub-19 —con la que se proclamó campeón de la Eurocopa de 2002—, sub-20 —con la que se proclamó campeón de la Copa del Atlántico en 2003 en 2003 y consiguió el subcampeonato del Mundial Juvenil de 2003— y sub-21.

## Clubes
| Club                   | País      | Año       |
| ---------------------- | --------- | --------- |
| Real Zaragoza "B"      | España    | 2001-2004 |
| Racing Club de Ferrol  | España    | 2004-2005 |
| Málaga C. F. "B"       | España    | 2005-2006 |
| U. D. Salamanca        | España    | 2006-2007 |
| Real Sporting de Gijón | España    | 2007-2008 |
| Levante U. D.          | España    | 2008-2010 |
| Albacete Balompié      | España    | 2010-2011 |
| Andorra C. F.          | España    | 2011-2012 |
| A. E. Larisa           | Grecia    | 2012      |
| C. F. Villanovense     | España    | 2013      |
| IBK Fotball            | Noruega   | 2013      |
| C. D. Sariñena         | España    | 2014      |
| C. D. Ebro             | España    | 2015      |
| Arroyo C. P.           | España    | 2015-2016 |
| Loja C. D.             | España    | 2016-2017 |
| Europa F. C.           | Gibraltar | 2017-2018 |
| C. D. El Palo          | España    | 2018-     |

## Palmarés

### Campeonatos nacionales
| Título   | Club         | País      | Año  |
| -------- | ------------ | --------- | ---- |
| Rock Cup | Europa F. C. | Gibraltar | 2018 |